# Лівіна (село)
Лівіна (словац. Livina) — село, громада округу Партизанське, Тренчинський край. Кадастрова площа громади — 3.22 км².
Населення 117 осіб (станом на 31 грудня 2020 року).

## Історія
Лівіна згадується 1340 року.

## Населення
| Рік:            | 1994. | 2004.    | 2014.   | 2024.   |
| --------------- | ----- | -------- | ------- | ------- |
| Кількість осіб: | 97    | 119      | 114     | 119     |
| Різниця:        |       | +22,68 % | -4,20 % | +4,38 % |

| Рік:            | 2023. | 2024.   |
| --------------- | ----- | ------- |
| Кількість осіб: | 120   | 119     |
| Різниця:        |       | -0,83 % |